# Double Byte Character Set
Double Byte Character Set (DBCS) bezeichnet einen Zeichensatz, der genau zwei Byte zur Darstellung aller Zeichen nutzt. Damit können maximal {\displaystyle 2^{8}\cdot 2^{8}=65.536} verschiedene Zeichen dargestellt werden. Im Gegensatz dazu werden Zeichensätze, die nur ein Byte pro Zeichen benötigen, auch als Single Byte Character Set (SBCS) bezeichnet.
Die Bedeutung des Begriffs DBCS hat sich im Laufe der Zeit gewandelt: früher konnte er einen Zeichensatz bezeichnen, der eine variable Zahl von Bytes pro Zeichen verwendet. Derartige Zeichensätze werden heute als Multibyte Character Sets (MBCS) bezeichnet.
UTF-16 wird häufig als DBCS bezeichnet, kodiert jedoch Zeichen außerhalb der Basic Multilingual Plane (BMP) mit vier Bytes und ist somit ein MBCS.
UCS-2 ist dagegen ein echter DBCS, da es pro Zeichen genau zwei Bytes verwendet, und ist damit, im Gegensatz zu UTF-16, auf die BMP beschränkt.